# NGC 3569
NGC 3569 é uma galáxia lenticular (S0) localizada na direcção da constelação de Ursa Major. Possui uma declinação de +35° 27' 07" e uma ascensão recta de 11 horas, 12 minutos e 08,0 segundos.
A galáxia NGC 3569 foi descoberta em 27 de Abril de 1864 por Heinrich Louis d'Arrest.